# Thalmässing
Thalmässing är en köping (Markt) i Landkreis Roth i Regierungsbezirk Mittelfranken i förbundslandet Bayern i Tyskland.